# Kim De Witte
Kim De Witte, né le 29 aout 1977 à Genk, est un homme politique belge, membre du Parti du travail de Belgique (PTB).

## Biographie
Kim De Witte nait le 29 aout 1977 à Genk.
Lors des élections régionales de 2019, il est élu député au Parlement flamand.